# Hosagadde, Sakleshpur
Hosagadde là một làng thuộc tehsil Sakleshpur, huyện Hassan, bang Karnataka, Ấn Độ.